# Anita Hill
Anita Faye Hill (Lone Tree, Oklahoma; 30 de julio de 1956) es una profesora, abogada y activista estadounidense. En 1991 acusó al candidato a la Corte Suprema de los Estados Unidos, Clarence Thomas, de haberla acosado sexualmente mientras era su supervisor en la EEOC (Equal Employement Opportunity Commission) en la década de los 80. La utilización durante el juicio del concepto "acoso sexual" significó el dar a conocer y popularizar un término que desde mediados de los 70 surgió en los círculos del movimiento feminista radical. Actualmente, Hill es profesora en la Universidad de Brandeis en Waltham, Massachusetts.

## Infancia y juventud
Hill recibió su título de abogada en la Universidad de Yale. Enseñó derecho en la Universidad de Oklahoma después de pasar una temporada en la EEOC.

## Juicio contra Clarence Thomas
El presidente de Estados Unidos en aquel entonces, George H. W. Bush, propuso al juez Clarence Thomas como candidato a la Corte Suprema en 1991. Esta nominación trajo diversas críticas debido a que Hill acusó en ese mismo año a Thomas de acoso sexual. En las audiencias de confirmación al Senado de Thomas, Hill testificó que éste le había hecho acercamientos de índole sexual no deseados mientras él era su supervisor de la EEOC en la década de 1980.

### Consecuencias
En ese momento, Hill se vio expuesta a toda clase de críticas. Sin embargo, un año después, en 1992 y debido a la propaganda empleada, se produjo un ligero aumento del escaso número de norteamericanos que creían en su testimonio. Esto sirvió para llevar el tema del acoso sexual a la atención pública estadounidense. Si bien no logró frenar la confirmación de Thomas como miembro del máximo tribunal de justicia de Estados Unidos, el caso de Anita Hill sirvió para airear otros escándalos de abusos sexuales como el que concluyó con la destitución del secretario de la Marina de Estados Unidos en julio de 1992 tras investigarse que algunas mujeres militares de la Armada fueron humilladas por sus compañeros durante una Convención en Las Vegas. Clarence Thomas finalmente fue nombrado en la Corte Suprema de Estados Unidos. 

### Años posteriores
En 2010, la segunda esposa de Thomas, Virginia Thomas, le reclamó una disculpa a Hill con la intención de limpiar el nombre de su marido. Sin embargo, Hill mantuvo la postura que tuvo 20 años atrás, respondiéndole: «No tengo ninguna intención de pedir disculpas porque testifiqué la verdad completa sobre mi experiencia y me mantengo en mi testimonio».

## En la cultura popular
En 1999, Ernest Dickerson dirigió Strange Justice, una película basada en la controversia entre Hill y Clarence Thomas. Su caso también inspiró el episodio de Law & Order de 1994 «Virtue», sobre una joven abogada que se siente presionada para acostarse con su supervisor en su bufete de abogados. Hill fue el tema de la película documental Anita 2013 de la directora Freida Lee Mock, que narra su experiencia durante el escándalo de Clarence Thomas. Hill fue interpretada por la actriz Kerry Washington en la película Confirmation de HBO de 2016. Hill es mencionada en la canción de 1992 de Sonic Youth «Youth Against Fascism».

## Trabajos escritos
Hill publicó en 1997 su autobiografía, Speaking Truth to Power, en la cual hablaba de su participación en la audiencia ante el juzgado contra Thomas. Posteriormente, reanudó su carrera docente en la Universidad de Brandeis.

## Premios y reconocimientos
En 2005 Hill fue seleccionada como miembro de la Fletcher Fundation. En 2008 fue premiada con el Louis P. and Evelyn Smith Amendment Award por el Ford Hall Forum. Ella también es miembro de la Junta Directiva del Southern Vermont College en Bennington, Vermont. Su declaración de apertura ante el Comité Judicial del Senado en 1991 aparece en el puesto #69 en el American Rhetoric’s Top 100 Speeches del siglo XX. Fue incluida en el salón de la fama de mujeres de Oklahoma en 1993.
El asteroide (6486) Anitahill fue nombrado así en su honor.